# Vildagliptin
Il vildagliptin è un anti-iperglicemizzante orale il cui effetto è quello di potenziare la secrezione di insulina da parte delle cellule beta del pancreas e di inibire la secrezione di glucagone da parte delle cellule alfa, la combinazione dei due effetti porta alla riduzione della glicemia. Il vildagliptin è un farmaco appartenente alla classe degli inibitori della dipeptidil peptidasi-IV (DPP-4) e può essere usato da solo o in associazione con altre sostanze (ad esempio metformina, sulfanilurea, tiazolidinedione) nel trattamento del diabete mellito di tipo 2.

## Meccanismo di azione
Nel diabete di tipo 2 si hanno alti valori di glicemia dovuti a un deficit della produzione di insulina oppure, nel caso dell’insulino resistenza, alla mancata risposta dell’organismo all’insulina prodotta, causando nel sangue un accumulo di glucosio inutilizzato dalle cellule.
Il vildagliptin appartiene alla classe di farmaci modulatori della funzione delle isole pancreatiche ed è un inibitore potente e selettivo della DPP-4.
Tale enzima è responsabile della degradazione e quindi inattivazione delle incretine GLP-1 (peptide-1 glucagone-simile) e GIP (polipeptide insulinotropico glucosio-dipendente), due ormoni intestinali rilasciati nel sangue dopo un pasto e che stimolano le cellule beta del pancreas a produrre insulina per regolare l’omeostasi del glucosio.
L’azione di GLP-1 dipende dal glucosio infatti, maggiori sono i livelli glicemici, più l’incretina stimola la secrezione di insulina, mentre se i livelli di glucosio nel sangue sono nella norma allora la stimolazione della secrezione di insulina è minore.
Vildagliptin lega irreversibilmente l’enzima DPP-4 impedendo così la sua azione nel degradare le incretine che così continuano a stimolare la produzione di insulina. Inoltre, aumentando i livelli endogeni di GLP-1, Vildagliptin aumenta anche la sensibilità delle cellule alfa del pancreas al glucosio, portando a una secrezione di glucagone adeguata ai valori plasmatici del glucosio stesso (il glucagone infatti viene secreto in caso di bassi livelli di glicemia e aumenta i livelli di glucosio nel sangue).
Il vildagliptin quindi aumentando la concentrazione di incretine regola sia la secrezione di insulina sia quella di glucagone portando a un buon controllo dei livelli di glucosio nel sangue nel diabete di tipo 2.

## Farmacocinetica
Vildagliptin una volta somministrato per via orale arriva all’intestino, dove viene assorbito, per poi raggiungere il circolo sanguigno ed esercitare la sua azione farmacologica.
L’assorbimento di vildagliptin a digiuno è più rapido rispetto al suo assorbimento in seguito all’assunzione di cibo, infatti la concentrazione plasmatica massima (ovvero la quantità massima di farmaco che arriva al sangue in seguito al processo di assorbimento) viene raggiunta dopo circa 1,7 ore dalla sua assunzione, mentre il cibo ritarda di poco il tempo necessario per raggiungere la concentrazione plasmatica di picco, che in questo caso si verifica dopo 2,5 ore.
Tuttavia questa differenza è lieve, abbiamo una piccola riduzione della concentrazione massima di farmaco, che dal punto di vista clinico non è considerata rilevante, per cui Vildagliptin può essere assunto sia a digiuno che non.
Il farmaco ha una buona biodisponibilità, circa l’85% della dose somministrata raggiunge immodificata il circolo sistemico per poi distribuirsi nei vari distretti dell’organismo.
Vildagliptin si lega poco alle proteine plasmatiche e si distribuisce equamente tra plasma e globuli rossi: un farmaco infatti esercita la sua azione quando non legato alle proteine plasmatiche e quindi libero di diffondere nei tessuti bersaglio.
Il farmaco viene eliminato prevalentemente per via renale, per cui una volta terminata la sua azione va incontro ad una serie di reazioni chimiche che lo trasformano in un prodotto idrofilo più facilmente eliminabile attraverso le urine. Il principale metabolita è farmacologicamente inattivo, si forma per idrolisi del ciano gruppo principalmente a livello renale. Vildagliptin non viene metabolizzato in modo consistente a livello epatico, poiché non è substrato degli enzimi appartenenti alla famiglia del CYP450.

## Somministrazione e posologia
Il vildagliptin viene somministrato per via orale con o senza cibo.
Negli adulti se usato in associazione con altri principi attivi (ad esempio metformina, tiazolidinedione, sulfanilurea o insulina) si raccomanda una dose giornaliera di 100 mg suddivisa in due somministrazioni da 50 mg da prendere una al mattino e una alla sera. Si sconsigliano dosi superiori ai 100 mg di vildagliptin.
Nella popolazione anziana (età uguale o superiore ai 65 anni) non è richiesta una regolazione della dose, mentre è sconsigliata la somministrazione a bambini e adolescenti (età inferiore ai 18 anni) in quanto efficacia e sicurezza di tale farmaco in questo fascia di popolazione non sono ancora state dimostrate.
Nel caso in cui la funzionalità dei reni sia lievemente compromessa non è necessaria una modificazione della posologia, mentre se la funzionalità renale è compromessa in maniera moderata o grave o in caso di malattia renale allo stadio terminale (ESRD) la dose raccomandata si riduce a 50 mg al giorno.
Vildagliptin non deve essere somministrato a soggetti che presentano una compromissione della funzionalità epatica.

## Usi clinici
Vildagliptin è indicato nel trattamento del diabete mellito di tipo 2 nei pazienti adulti.
Viene usato in monoterapia nei pazienti in cui la dieta e l’esercizio fisico non sono sufficienti nel controllare la patologia, oppure nei pazienti per i quali la terapia con metformina (che rappresenta il farmaco di prima scelta per il trattamento de diabete mellito di tipo 2) non risulta efficace, a causa di controindicazioni o per intolleranza.
Vildagliptin può anche essere utilizzato in associazione con altri farmaci per potenziare l’effetto ipoglicemizzante:
- viene associato a metformina nei pazienti già in terapia con metformina alla dose massima tollerata, nei quali però c’è un insufficiente controllo glicemico[3]
- viene associato ad una sulfunilurea nei pazienti per i quali la terapia con metformina risulta essere inappropriata a causa di intolleranza o controindicazioni, i quali sono già in terapia con una sulfanilurea alla dose massima tollerabile, ma con effetti insufficienti sul controllo glicemico[3]
- può inoltre essere utilizzato in associazione con un tiazolidinedione[3]

Inoltre ci può essere una triplice associazione con sulfanilurea e metformina quando questi due farmaci associati alla dieta e all’esercizio fisico non forniscono un controllo glicemico adeguato.
Vildagliptin è anche indicato per l’uso in associazione con insulina (con o senza metformina) quando la dieta e l’esercizio fisico associati ad una dose stabile di insulina non forniscono un controllo glicemico adeguato.

## Effetti collaterali
Nei vari studi clinici eseguiti su vildagliptin la maggior parte degli effetti collaterali sono stati di entità lieve e transitoria e non hanno portato alla sospensione della terapia. Non si sono rilevate inoltre correlazioni tra effetti avversi e particolari età o etnie e nessuna relazione con la durata dell’esposizione al farmaco e alla dose giornaliera.
Reazioni avverse al Vildagliptin comprendono: infezioni dell’alto tratto respiratorio, nasofaringite, vertigini e mal di testa. Più raramente può causare epatite, comunque si consiglia di monitorare periodicamente la funzionalità epatica specialmente nel primo anno di assunzione del farmaco.
Sono stati riportati rari casi di angioedema, ma la maggior parte di questi riguardavano la cosomministrazione del farmaco con un ACE-inibitore e comunque anche questi sono stati casi di moderata severità.

## Controindicazini
Vildagliptin è controindicato nel caso in cui vi sia ipersensibilità al principio attivo o a qualsiasi degli eccipienti usati (ad esempio alcune formulazioni contengono lattosio).

### Avvertenze speciali
- Generali: vildagliptin non deve essere somministrato a pazienti con diabete mellito di tipo 1 o per il trattamento della chetoacidosi diabetica in quanto il farmaco agisce specificatamente per migliorare il diabete mellito di tipo 2 e non agisce sui meccanismi che portano a queste altre due patologie.[3]
- Compromissione della funzionalità renale: non vi sono molti dati riguardo all’uso di vildagliptin in caso di funzionalità renale compromessa e per tale motivo deve essere usato con cautela.[3]
- Compromissione della funzionalità epatica: in questo caso vildagliptin non deve essere usato.[3]
- Gravidanza e allattamento: studi su animali hanno riportato una tossicità riproduttiva per dosaggi elevati di vildagliptin e si è riscontrato che il farmaco viene escreto nel latte. Non vi sono però dati relativi sull’uso di vildagliptin in gravidanza nella donna e per tale motivo il farmaco non deve essere somministrato durante la gravidanza e l'allattamento.[3]

## Interazioni
Vildagliptin ha un basso potenziale di interazione con altri farmaci, poiché i citocromi P450 sono coinvolti in minima parte nel metabolismo complessivo del principio attivo.
In particolare alcuni studi di farmacocinetica hanno dimostrato l'assenza di interazione con diversi farmaci che spesso vengono co-somministrati nei pazienti affetti da diabete mellito di tipo 2 (ad esempio metformina, pioglitazone, simvastatina, valsartan, ramipril, amlodipina, digossina, warfarin). In particolare vildagliptin non influisce sulla farmacocinetica di farmaci che sono substrati dei citocromi CYP2C8, CYP2C9 e CYP3A4.
Vildagliptin usato in associazione con ACE-inibitori può aumentare il rischio di comparsa di angioedema.
L'effetto ipoglicemico di vildagliptin può essere ridotto da alcuni principi attivi, tra cui tiazidi, corticosteroidi, medicinali per la tiroide e simpaticomimetici.